# María Aurora Flórez Rodríguez
María Aurora Flórez Rodríguez (Trobajo del Camino, León; 20 de septiembre de 1974) es una profesora y política española, diputada por el PSOE en el Congreso durante la XI y XII legislatura.

## Biografía
Licenciada en Filología Inglesa por la Universidad de León, es funcionaria de carrera del cuerpo de profesores de enseñanza secundaria. Vivió varios años en el extranjero, donde trabajó como profesora de español para extranjeros y como personal laboral del MECD en la embadaja de España en Ottawa, y ejerce como profesora de inglés en la provincia de León En diciembre de 2015 fue elegida diputada por León en el Congreso, siendo reelegida en 2016. En 2019 fue elegida viceportavoz y segunda teniente de alcalde de San Andrés de Rabanedo, gestionando las competencias de Personal, Empleo y Desarrollo Económico.